# 656 (číslo)
Šest set padesát šest je přirozené číslo. Následuje po čísle šest set padesát pět a předchází číslu šest set padesát sedm. Římskými číslicemi se zapisuje DCLVI a řeckými číslicemi χνς.

## Matematika
656 je:
- Deficientní číslo
- Složené číslo
- Šťastné číslo

## Astronomie
- (656) Beagle je planetka hlavního pásu, kterou objevil v roce 1908 August Kopff

## Roky
- 656
- 656 př. n. l.